# Paula Amorim
Paula Fernanda Ramos Amorim (Porto, 20 de janeiro de 1971), conhecida apenas como Paula Amorim, é uma empresária portuguesa, filha do também empresário Américo Amorim. Em 2016, Paula assumiu a presidência do conselho de administração da Galp Energia.

## Biografia
Paula Amorim nasceu na Cidade do Porto em 20 de janeiro de 1971, ela é a filha mais velha do empresário Américo Amorim e Maria Fernanda de Oliveira Ramos, tem duas irmãs: Marta e Luísa Amorim.  Em 1995 casou com Rui Alegre, de quem teve dois filhos. Divorciou-se em 2005 e casou pela segunda vez, em 2012, com Miguel Bleck Guedes de Sousa de quem tem um filho nascido em 2020 de uma gravidez de substituiçäo.

## Carreira
Paula frequentou o curso de Gestão Imobiliária da Escola Superior de Atividades Imobiliárias (ESAI), e aos 20 anos começou a trabalhar no Grupo Américo Amorim dedicando-se nos anos seguintes às áreas imobiliária, florestal e agrícola.
Atualmente, Paula Amorim é Presidente e acionista do Grupo Américo Amorim - Amorim Holding II, SGPS, S.A - um grupo empresarial português;
Em Novembro de 2016 assumiu a Presidência do Conselho de Administração da Galp Energia, SGPS, S.A, após quatro anos na vice-presidência.
A Galp Energia é um grupo de empresas portuguesas no setor de energia, com atividades que se estendem desde a exploração e produção de petróleo e gás natural, à refinação e distribuição de produtos petrolíferos, à distribuição e venda de gás natural e à geração de energia elétrica. Atualmente está entre as maiores empresas de Portugal. A Amorim Energia,B.V., da qual Paula Amorim é Administradora, é a principal acionista da Galp Energia, com uma participação qualificada de 33,34%;
Paula Amorim é também acionista e membro do Conselho de Administração da Tom Ford International e proprietária das lojas multimarca Fashion Clinic e do franchising da marca italiana Gucci, em Portugal. Estes dois últimos integram a holding Amorim Luxury, SGPS, S.A.